# 川棚バスセンター

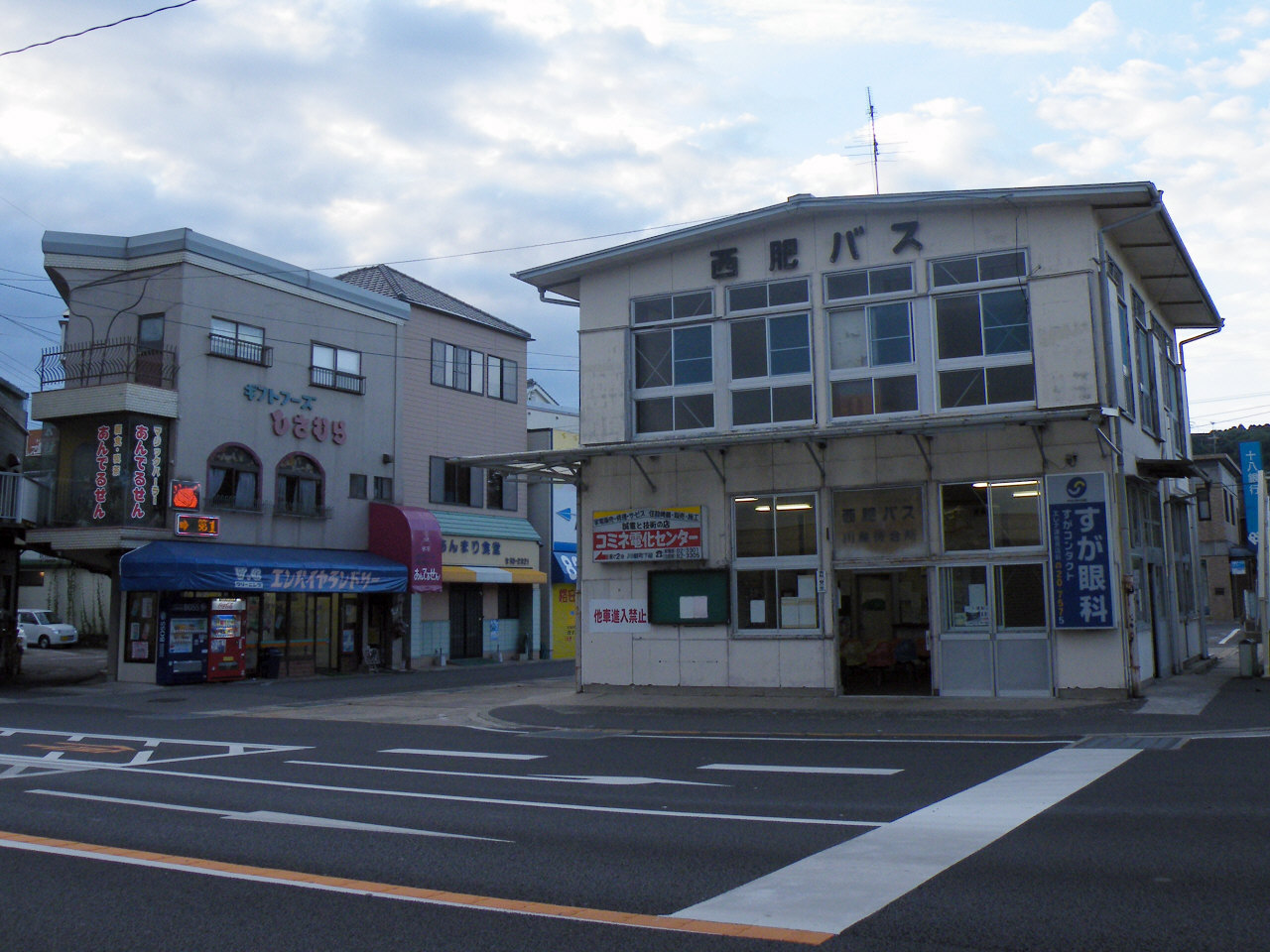
川棚バスセンター

川棚バスセンター（かわたなバスセンター、Kawatana Bus Center）とは、長崎県東彼杵郡川棚町にある西肥自動車のバスターミナルである。国道205号に面し、JR川棚駅前に所在する。2025年4月15日を持って営業を終了し、バスセンターは閉鎖している。今後解体作業が行われる可能性がある。
隣町の東彼杵町と川棚町を結ぶ東彼杵町営バスも発着する。かつては西肥バスは川棚町より南側の東彼杵町や大村市にも一般路線があったがいずれも撤退したため、現在は東彼杵町（彼杵本町）を経由する長崎空港 - 佐世保間の空港特急バスを除き、当ターミナルから彼杵・大村方面に通じる西肥バスの路線はない。

## 所在地
- 〒859-3608 長崎県東彼杵郡川棚町栄町1
  - 地図を表示する
  - 川棚町の中心部にある。

## 構造
- 2階 - 乗務員詰所
- 1階 - バスターミナル、自動販売機、トイレ
- 駐車場 - バス4台分の駐車場を有し、バスの折り返し時の待機及び夜間の停泊をおこなう。昼間駐車場が不足する場合は、川棚漁港に待機することもある。

## 発着路線

### 西肥バス路線
＜東彼杵・大村・長崎空港方面＞
- [AP1・AP2]【空港特急】川棚バスセンター - 彼杵本町 - 試験場前 - 長崎空港

＜佐世保・ハウステンボス方面＞
- [N9]【空港特急】川棚バスセンター - ハウステンボス - 早岐田子の浦 - 卸本町入口 - バイパス中央 - 日宇駅前 - 藤原橋 - 佐世保バスセンター - 松浦町国際通り
- [R9]【空港特急】川棚バスセンター - ハウステンボス - 早岐田子の浦 - 卸本町入口 - バイパス中央 - 日宇駅前 - 藤原橋 - 佐世保バスセンター - 松浦町国際通り - （西九州自動車道） - 佐々インター - 佐々バスセンター

### 東彼杵町営バス路線
＜彼杵方面＞
- JA川棚支店 - 川棚バスセンター - 彼杵本町 - 東彼杵町営バスセンター

### 廃止された路線
- 西肥バスが、長崎駅前とハウステンボスの間に高速バス路線を設け、川棚バスセンターにも停車していたが、2010年（平成22年）3月末に廃止された。現在長崎県営バスが同路線を復活させ、土日祝日およびお盆・年末年始に限って運行しているが、この便は川棚バスセンターには停車していない。[1]
- 川棚～波佐見(内海) / 川棚～佐世保 両区間は著しい運転士不足などの影響で2025年3月31日をもって路線を廃止している。※川棚～波佐見線は後継としてかわたな・はさみタウンバスが同区間を運行している。

## 周辺
駅
- JR川棚駅

官公署・郵便局
- 川棚町役場
- 川棚警察署
- 川棚駅前交番
- 川棚郵便局

病院
- 長崎川棚医療センター

学校
- 川棚町立川棚小学校
- 川棚町立川棚中学校
- 長崎県立川棚高等学校
- 長崎県立桜が丘特別支援学校

企業
- 十八親和銀行川棚中央支店
- ニュークレイン観光ホテル
- 日本ハム長崎
- クアーズテック長崎（旧東芝セラミックス長崎→コバレントマテリアル長崎）

自然
- 川棚川